# Монте-Сан-Мартино
Монте-Сан-Мартино (итал. Monte San Martino) — коммуна в Италии, располагается в регионе Марке, в провинции Мачерата.
Население составляет 820 человек (2008 г.), плотность населения составляет 46 чел./км². Занимает площадь 18 км². Почтовый индекс — 62020. Телефонный код — 0733.
Покровителем коммуны почитается святитель Мартин Турский, празднование 11 ноября.

## Демография
Динамика населения:

## Администрация коммуны
- Официальный сайт: http://www.comune.montesanmartino.mc.it/